# Beled vasútállomás
Beled vasútállomás egy Győr-Moson-Sopron vármegyei vasútállomás, Beled településen, a GYSEV üzemeltetésében.
A városközpont nyugati szélén helyezkedik el, a 8611-es és 8612-es utak vasúti keresztezései között, közúti elérését alapvetően az utóbbiból délnyugat felé kiágazó 86 306-os számú mellékút teszi lehetővé, de egy valamivel rosszabb minőségű önkormányzati úton a 8611-es út felől is megközelíthető.

## Vasútvonalak
Az állomást az alábbi vasútvonalak érintik:
- Hegyeshalom–Porpác-vasútvonal

## Kapcsolódó állomások
A vasútállomáshoz az alábbi állomások vannak a legközelebb:
- Dénesfa megállóhely (Hegyeshalom–Porpác-vasútvonal)
- Vica megállóhely (Hegyeshalom–Porpác-vasútvonal)

## Forgalom
| Járat        | Útvonal | Gyakoriság                                       |
| ------------ | --- | ------------------------------------------------ |
| személyvonat | Szombathely – Vép – Porpác – Ölbő-Alsószeleste – Pósfa – Hegyfalu – Vasegerszeg – Vámoscsalád – Répcelak – Csánig (– Dénesfa) – Beled – Vica (– Páli-Vadosfa) – Magyarkeresztúr-Zsebeháza – Szil-Sopronnémeti – Csorna                                                                       | Kb. 2-4 óránként                                 |
| személyvonat | Szombathely → Hegyfalu → Répcelak → Csánig → Beled → Vica → Magyarkeresztúr-Zsebeháza → Szil-Sopronnémeti → Csorna | Munkanapokon 1 Csorna felé                       |
| személyvonat | Szombathely – Vép – Porpác – Ölbő-Alsószeleste – Pósfa – Hegyfalu – Vasegerszeg – Vámoscsalád – Répcelak – Csánig (← Dénesfa) – Beled – Vica (← Páli-Vadosfa) – Magyarkeresztúr-Zsebeháza – Szil-Sopronnémeti – Csorna – Bősárkány – Hanságliget – Jánossomorja – Mosonszolnok – Hegyeshalom | Napi 1 Hegyeshalom felé, napi 4 Szombathely felé |

## Képgaléria

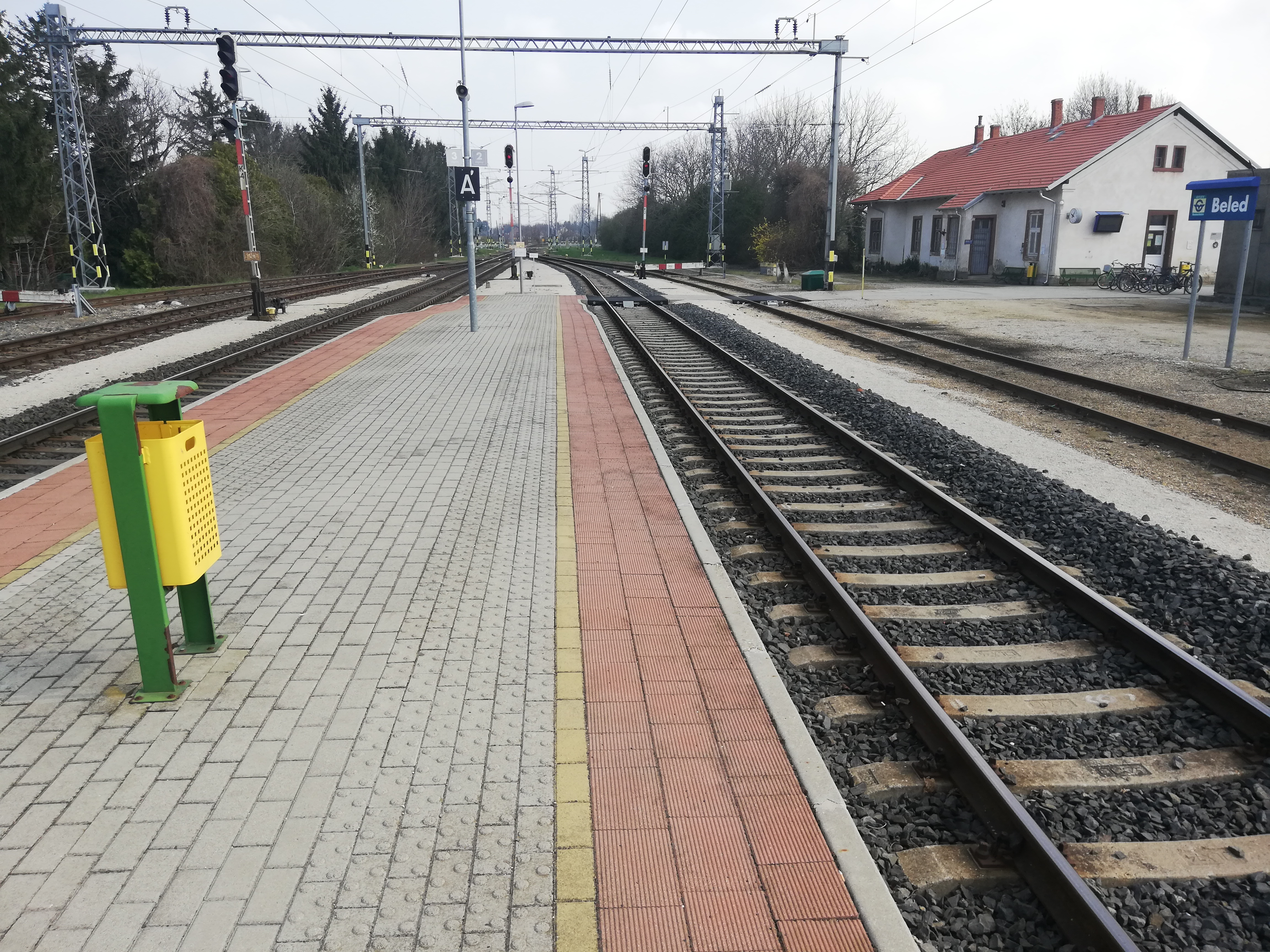
A vágányhálózat Csorna…
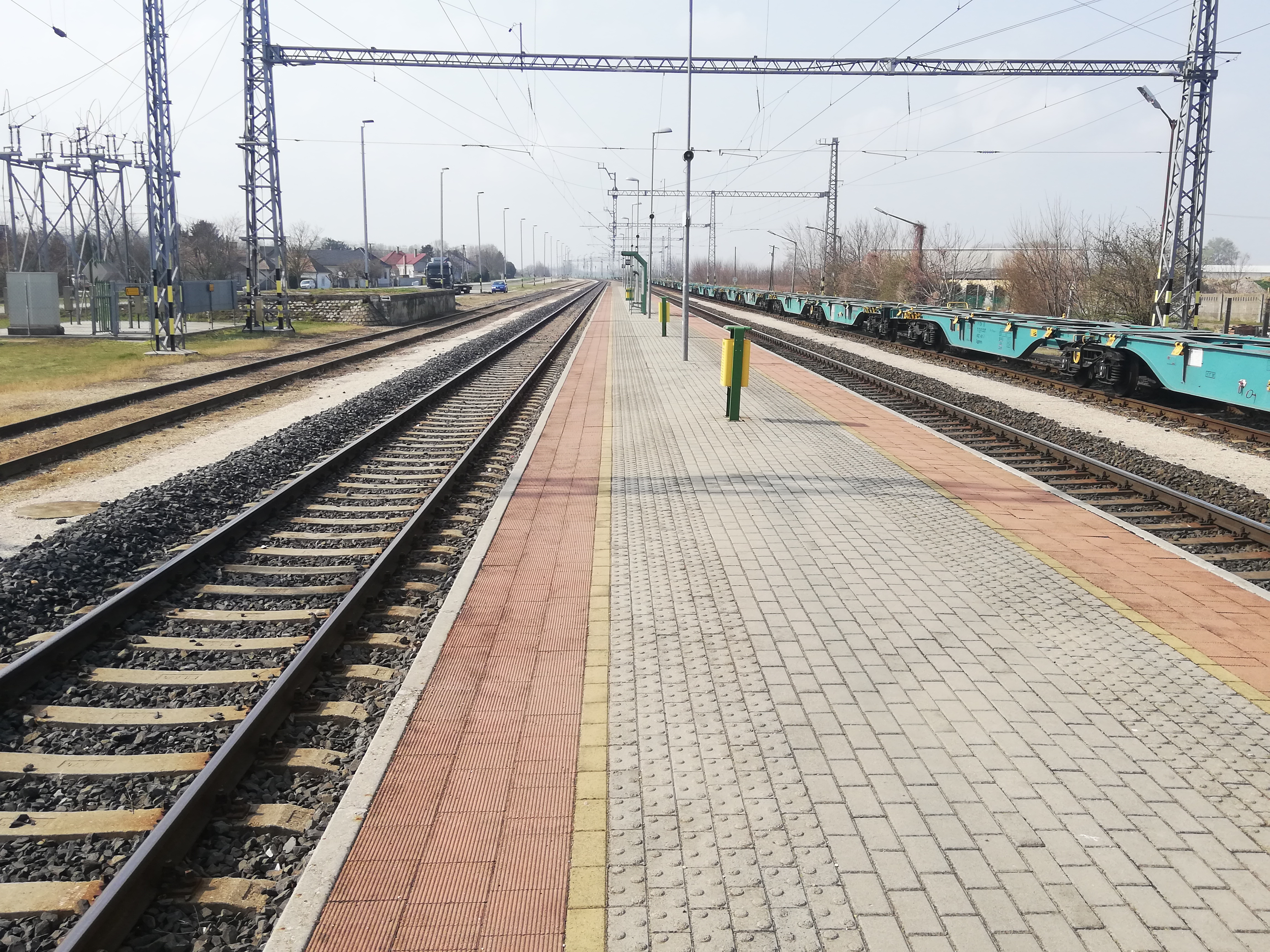
…és Répcelak felé nézve
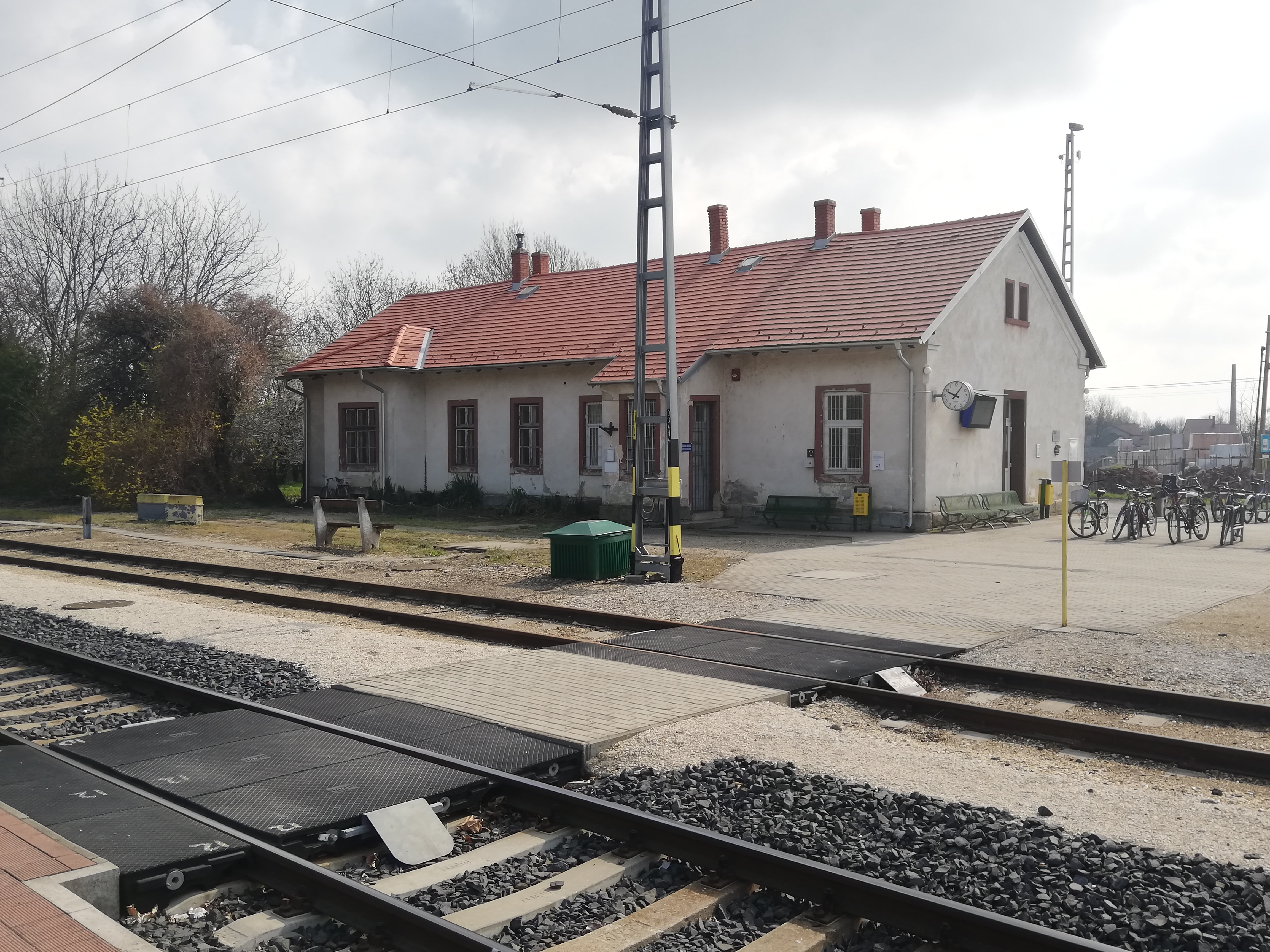
A felvételi épület
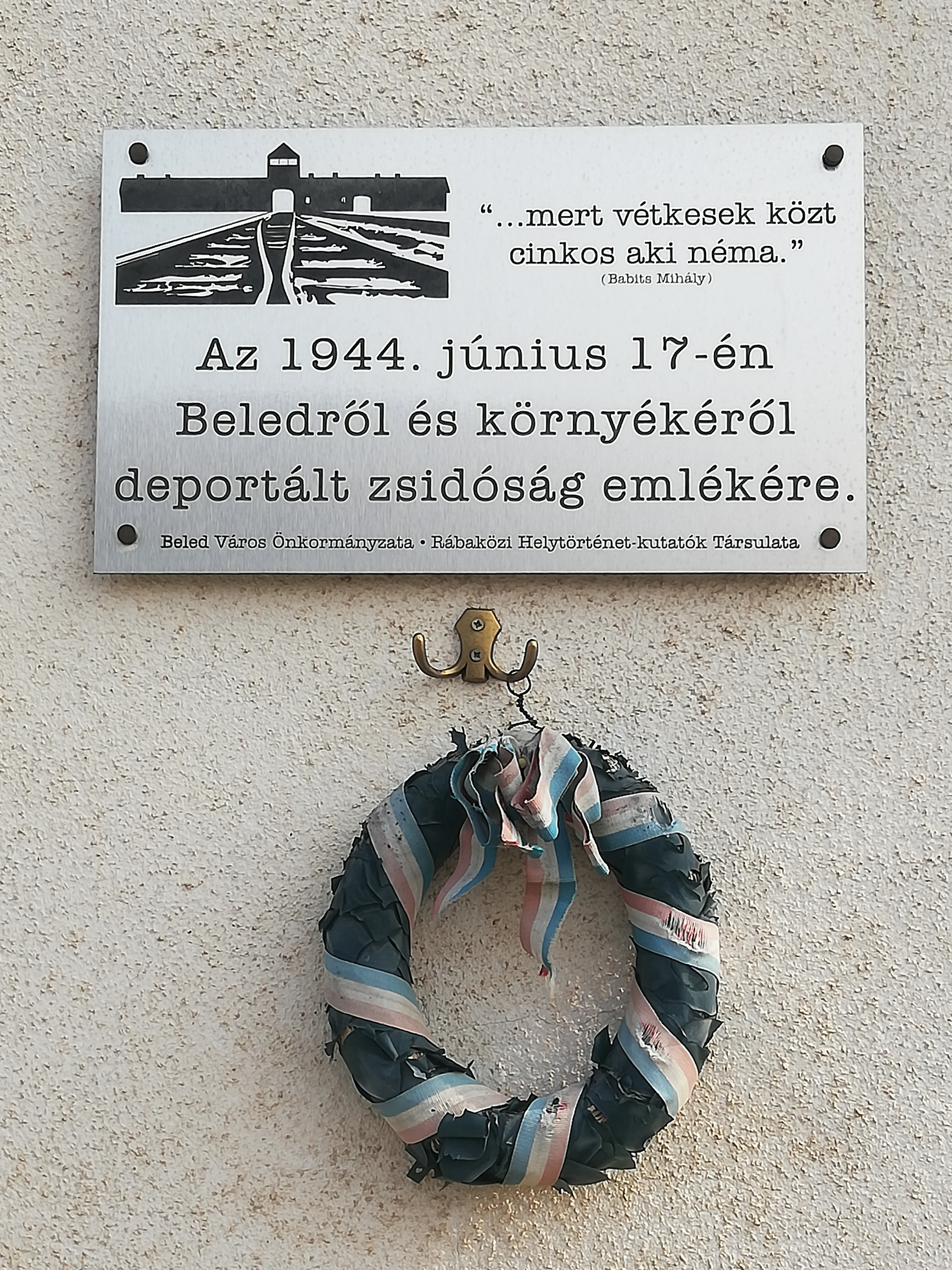
A környékről elhurcolt zsidók emléktáblája az épület falán
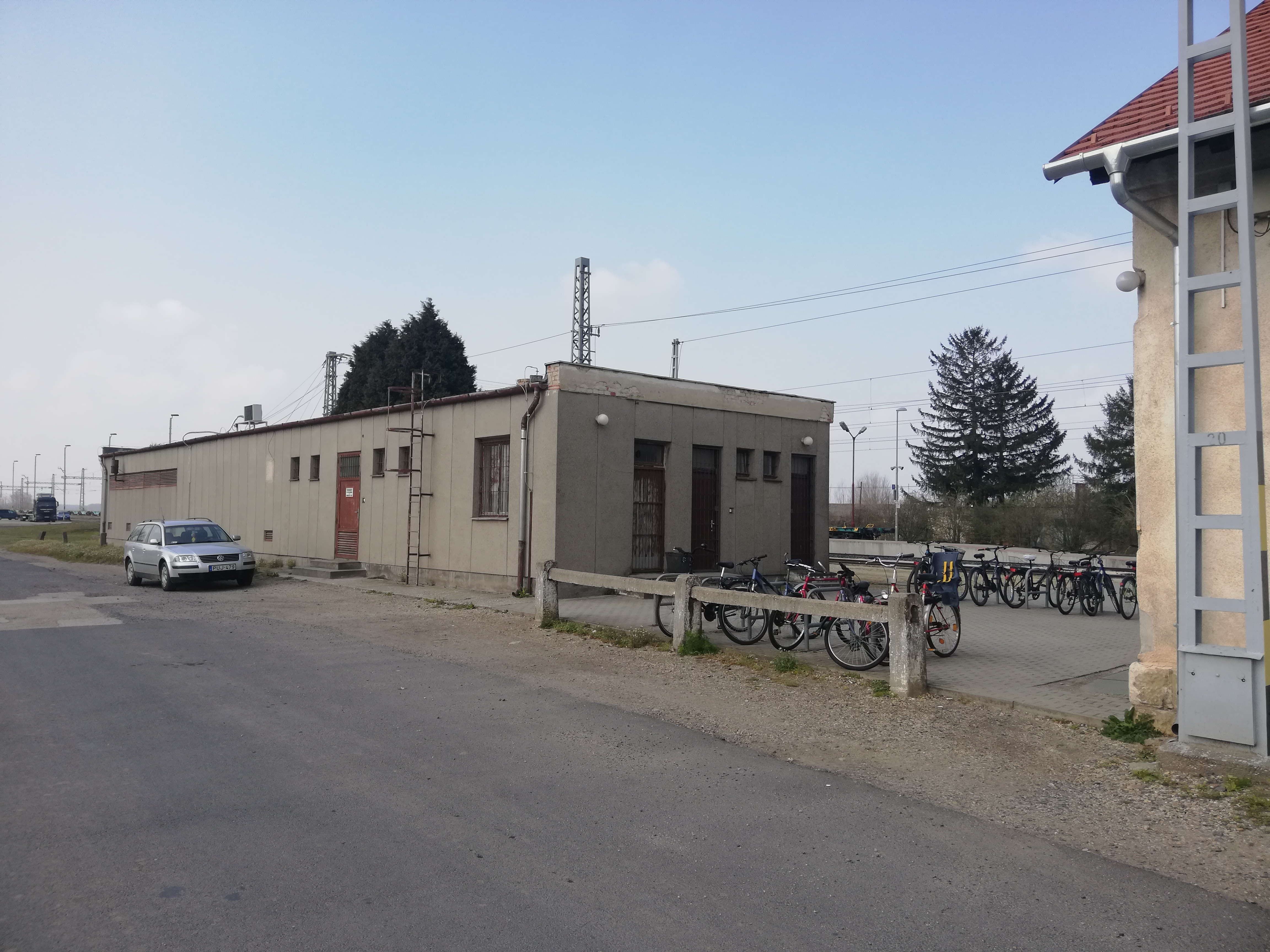
Melléképület
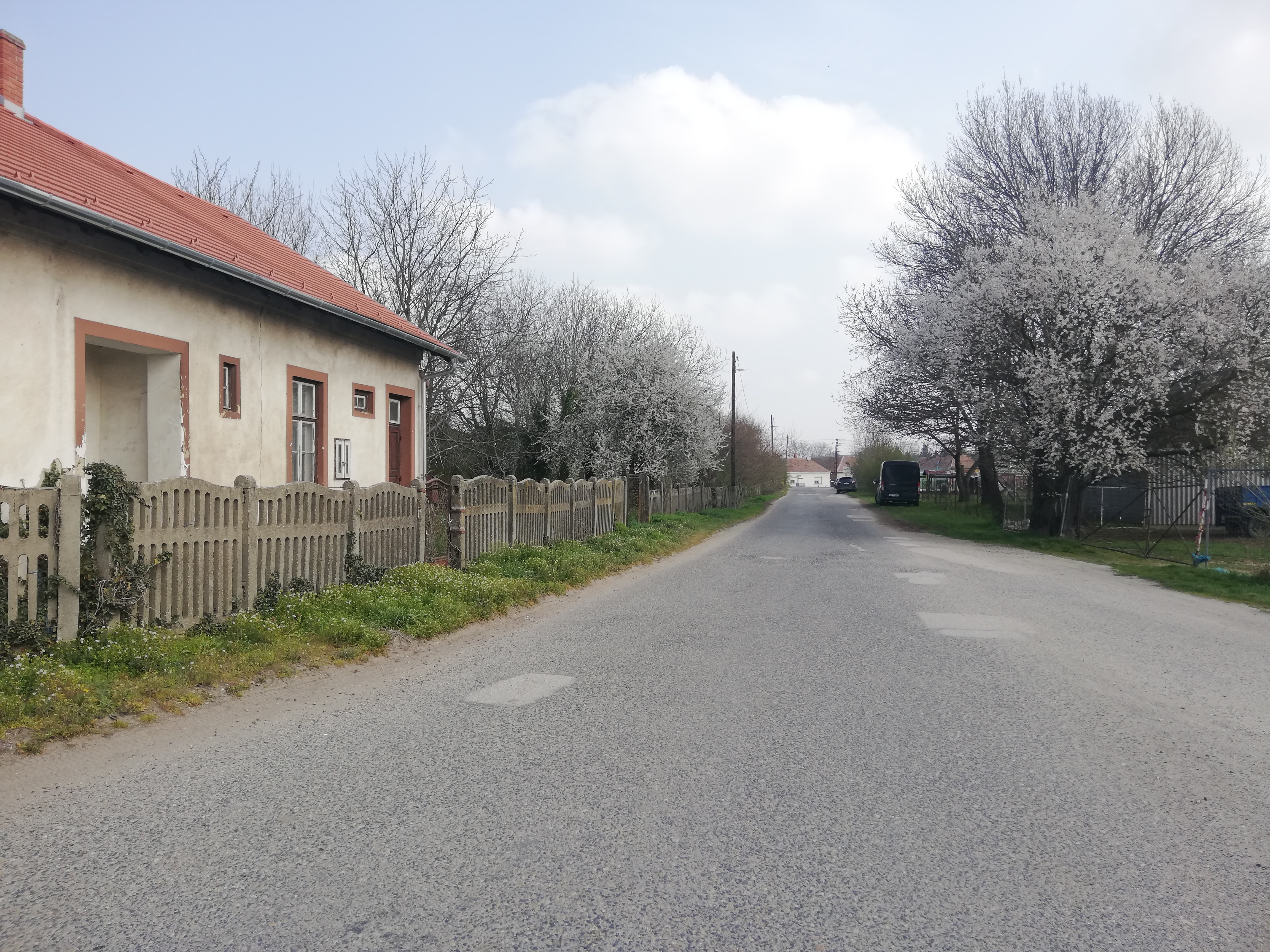
Az állomás bejárati útja (86 306-os számú mellékút)
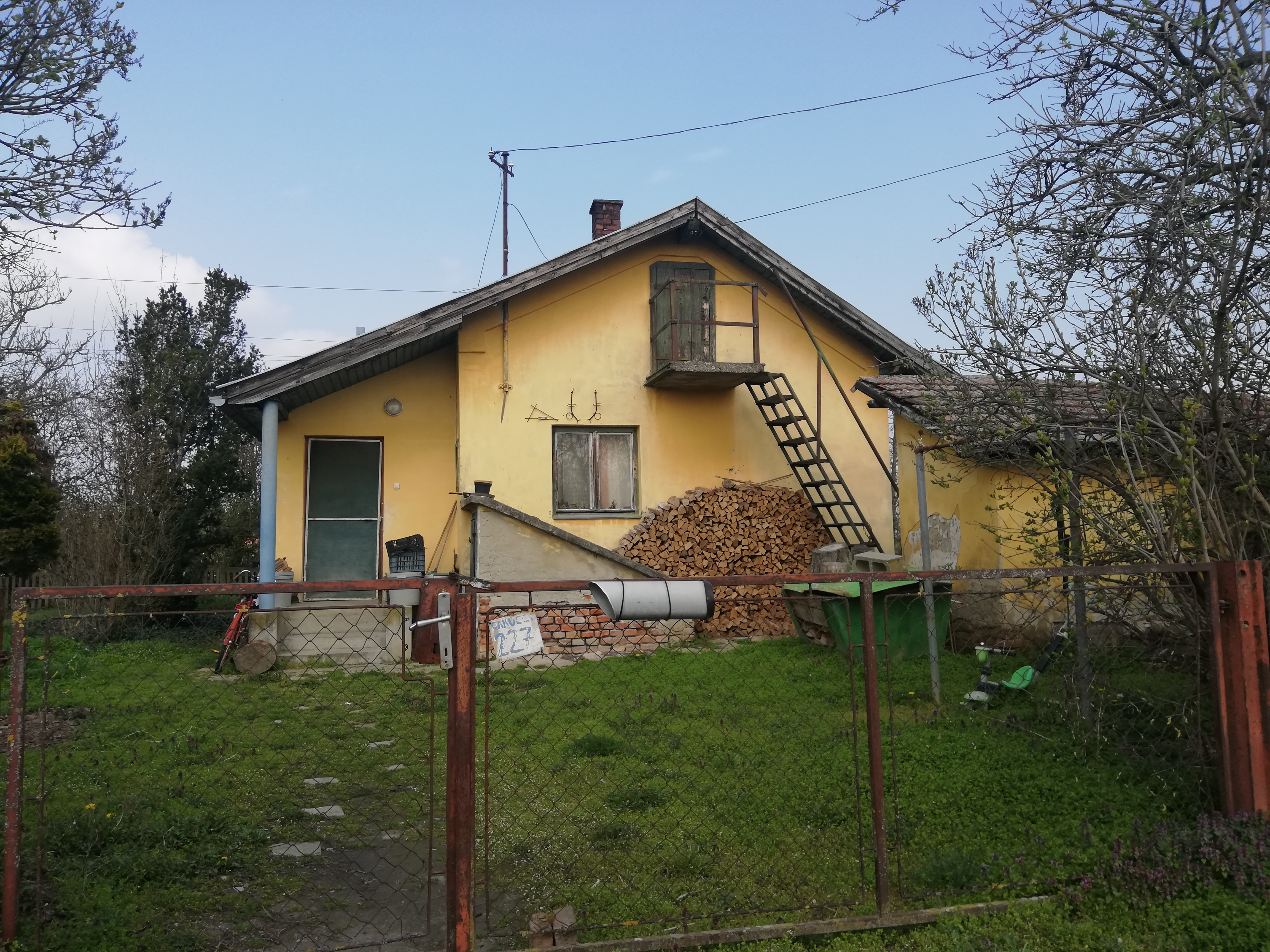
Őrház az állomástól északra